# Ja! Natürlich

Logo von Ja! Natürlich

Ja! Natürlich ist eine Handelsmarke des Lebensmittelkonzerns Rewe International in Österreich. Unter dieser Marke werden Lebensmittel, die aus Biologischer Landwirtschaft stammen, verkauft. Sie ist nicht mit der deutschen Rewe-Handelsmarke Ja! zu verwechseln, die als Einstiegspreismarke konzipiert ist und als deren österreichische Entsprechung unter anderem Clever gesehen werden kann.
Im Jahr 2010 wurden bei Rewe ein Sortiment von 1.100 Artikel unter der Marke verkauft und erzielten dabei einen Umsatz von 290 Millionen Euro. 80 % der Produkte stammen aus Österreich selbst, der Rest aus dem Ausland, da diese im Land nicht erhältlich sind. So werden beispielsweise die Zitrusfrüchte hauptsächlich aus Sizilien verkauft.

## Geschichte
„Ja! Natürlich“ wurde 1994 von Werner Lampert für den Handelskonzern Billa unter dem damaligen Vorstandsvorsitzenden Veit Schalle entwickelt. 1996 wurde Billa vom Rewe-Konzern übernommen.
1994 begann die Marke mit 30 Produkten aus dem Bereich Molkerei sowie Obst und Gemüse. Das Sortiment ist schnell gewachsen, so kamen Brot und Gebäck, Grundnahrungsmittel, Tiefkühlprodukte und auch Babynahrung dazu. Mittlerweile zählt Ja! Natürlich über 1000 Produkte. Ja! Natürlich verfolgt eine Partnerschaft mit 7000 Bio-Bauern und rund 80 ausgewählten Partnerbetrieben. Obwohl vorrangig österreichische Produkte beworben werden, ergänzt Ja! Natürlich die Palette auch mit Fair-Trade-Produkten, die aus österreichischer Produktion nicht zu beziehen sind, wie Kaffee und Bananen.
Heute ist Ja! Natürlich laut Eigenaussage die größte Bio-Marke in Österreich. Verkauft wird sie neben Billa ebenso in den Betrieben Merkur, Bipa, Sutterlüty, ADEG, sowie deren Tochter AGM. In Italien heißt die Handelsmarke analog „Sì! Naturalmente“.
Im Jahr 2011 setzte Rewe International mit der Marke Waren im Wert von 312 Millionen Euro um. Insgesamt lieferten ca. 7.000 Biobauern in dieser Sparte zu.
Seit dem 12. Februar 2018 werden alle Produkte 100 % palmölfrei hergestellt.
2019 hat die Arbeiterkammer Oberösterreich zwölf verschiedene Sojadrinks bei der Agentur für Gesundheit und Ernährungssicherheit auf Nickel untersuchen lassen. Die Werte lagen zwischen 0,25 (Dennree Soja Drink Natur) und 0,69 Milligramm pro Liter (Ja! Natürlich Bio Soja Drink). Bei der Sojamilch von Ja! Natürlich hat ein 30 Kilo schweres Kind bereits bei einem Viertelliter mehr als doppelt so viel Nickel aufgenommen wie von der EFSA empfohlen.

## Sonstiges
Der populäre Werbeträger der Marke ist ein neugieriges, sprechendes Schweinderl, das in regelmäßig ausgestrahlten Episoden auftritt, beginnend mit dem Spruch Spitzt's eure Schweinsohren, los geht's!. 
Auf Grund der Bekanntheit in Österreich spielte die Marke auch eine Rolle im Nationalratswahlkampf 2006, nachdem der frühere Billa-Geschäftsführer Veit Schalle, der für das BZÖ kandidierte, diesen Slogan auch im Wahlkampf verwenden wollte. Nachdem Rewe mit Klagen auf Unterlassung drohte, verzichtete das BZÖ auf die Plakatierung.
Im Jahr 2012 wurde die Marke als die beliebteste österreichische Marke ausgewählt. Sie erreichte den 11. Platz im Ranking aller beliebtesten Marken.